# Ilýa Tamurkin
Ilýa Tamurkin (Mary, 9 maggio 1989) è un calciatore turkmeno, centrocampista dell'Arkadag e della nazionale turkmena.

## Carriera

### Club
Ha giocato nei campionati turkmeno e kirghiso.

### Nazionale
Con la nazionale turkmena ha preso parte alla Coppa d'Asia 2019.

## Palmarès

### Club

#### Competizioni nazionali
- Ýokary Liga: 2

Arkadag: 2023, 2024
- Coppa del Turkmenistan: 1

Arkadag: 2023